# Tomzanonia filicina
Tomzanonia filicina – gatunek roślin z monotypowego rodzaju Tomzanonia z rodziny storczykowatych (Orchidaceae). Gatunek jest endemitem Haiti na Karaibach.

## Systematyka
Gatunek sklasyfikowany do podplemienia Pleurothallidinae w plemieniu Epidendreae, podrodzina epidendronowe (Epidendroideae), rodzina storczykowate (Orchidaceae), rząd szparagowce (Asparagales) w obrębie roślin jednoliściennych.